# Phanuphong Phonsa
Phanuphong Phonsa (tiếng Thái: ภานุพงศ์ พลซา, sinh ngày 3 tháng 6 năm 1994), còn được biết với tên đơn giản Dew (tiếng Thái: ดิว), là một Cầu thủ bóng đá người Thái Lan thi đấu ở vị trí tiền vệ cho câu lạc bộ Giải bóng đá Ngoại hạng Thái Lan Chonburi.